# Kevin Hannan
Kevin Hannan (ur. 22 stycznia 1954 w La Marque, zm. 5 stycznia 2008 w Sanoku) – amerykański językoznawca i slawista.

## Dzieciństwo i młodość
Kevin Hannan urodził się w rodzinie o śląsko-irlandzkich korzeniach. Jego rodzice John i Barbara Hannan mieli jeszcze dwie córki Theresę i Cathy. Kevin Hannan ożenił się z Hanną (Polonia amerykańska), z którą miał dwie córki Marianne i Celeste. Przez wiele lat był pracownikiem Mills Electrical Contractors. Po pewnym czasie postanowił rzucić tę dobrze płatną pracę i zająć się badaniami w dziedzinie językoznawstwa.

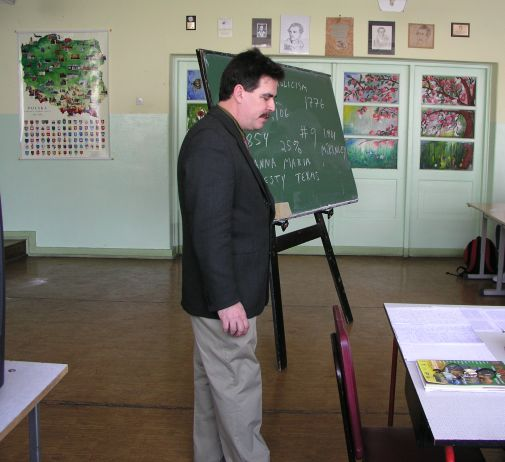
W trakcie wykładu o Polonii amerykańskiej

## Kariera akademicka
Kevin Hannan ukończył studia na Uniwersytecie Stanowym Austin w Nacogdoches w Teksasie, a następnie na Uniwersytecie Teksańskim w Austin z tytułem doktora slawistyki. Jego praca Borders of Language and Identity in Teschen Silesia została nagrodzona. Dzięki uzyskanemu grantowi Kevin Hannan mógł spędzić trochę czasu w Krakowie, gdzie powstało część jego wierszy. Uniwersytet w Austin powierzył mu stanowisko wykładowcy literatury rosyjskiej i czeskiej. W 2002 przeniósł się do Polski. Początkowo pracował jako lektor w prywatnej szkole w Bielsku-Białej. Następnie przeniósł się do Łodzi, gdzie otrzymał stanowisko profesora kontraktowego Uniwersytetu Łódzkiego w Katedrze Literatury i Kultury Amerykańskiej.

## Twórczość
Książki
- Borders of Language and Identity in Teschen Silesia (Series: Berkeley Insights in Linguistics and Semiotics, vol. 28). 1996. New York: Peter Lang. ISBN 0-8204-3365-9.
- [O’Donnell, Stojgniev, pseudonim] Why I Left America: Reflections on History, Culture and Religion / Dlaczego wyjechałem z Ameryki. Refleksje nad historią, kulturą i religią. 2003. Marklowice: The Celto-Slavic Fellowship of Apiarists and Bielsko-Biała: Prasa Beskidzka. ISBN 83-87237-25-6.
- My Poland: Essays on Polish Identity / Moja Polska. Eseje o polskości (translated by Jacek Serwański et al.). 2005. Poznań: Wydawnictwo Poznańskie. ISBN 83-7177-204-1.
- Bounties of Collective Memory / Dary zbiorowej pamięci (Series: Rzecz Poetycka). 2006. Łódź: biblioteka. ISBN 978-83-88529-18-4 (zbiór wierszy).

Artykuły i fragmenty w różnych publikacjach
- Analogical Change in West Slavic Be (ss. 306-324). 1993. Journal of Slavic Linguistics. Nr 2, Summer-Fall.
- The Language Question in Nineteenth Century Moravia (ss. 116-125). 1993. Czechoslovak and Central European Journal. Nr 2, Winter.
- Some Unpublished Poems of Óndra Łysohorsky (ss. 98-123). 1995. Oxford Slavonic Papers. Vol XXVIII (New Series).
- Identity and Assimilation among the Poles of Zaolzie. 1996. The Sarmatian Review. Nr 1, Jan.
- Ethnic Identity Among the Czechs and Moravians of Texas (ss. 3-31). 1996. Journal of American Ethnic History. Nr 4, Summer.
- The Lachian Literary Language of Óndra Łysohorsky (ss. 726-743). 1996. Slavic and East European Journal. Vol 40.
- K lingvistickému přehodnocení Łysohorského literární laštiny (ss. 39-47). [w:] K Jánasová, ed. 1996. Óndra Łysohorský, 1905-1989. Kolokvium uskutečněné ve dnech 8.-10. červena 1995 u příležitosti nedožitých 90. narozenin básníka. Frýdek-Místek: Muzeum Beskyd. ISBN 978-80-901843-6-7.
- Language and Ethnicity among Students in Teschen Silesia (ss. 191-207). 1999. Nationalities Papers. Nr 2.
- Ethnic Identities in Austrian and Czech Silesia before the Second World War (ss. 225-243). [w:] Kai Struve and Philipp Ther, eds. 2002. Die Grenzen der Nationen. Identitätenwandel in Oberschlesien in der Neuzeit (Series: Tagungen zur Ostmitteleuropa-Forschung, vol 15). Marburg: Herder-Institut. ISBN 3-87969-298-X.
- Reflections on Assimilation and Language Death in Czech-Moravian Texas (ss. 110-132). 2003. Kosmas: Czechoslovak and Central European Journal. Nr 2, Spring.
- O urokach i stereotypach polskości, przekl. Jacek Serwanski (ss. 135-148). 2003. Sprawy Narodowościowe. Nr 22.
- Polish Catholicism: A Historical Outline (ss. 1008-1015). 2004. The Sarmatian Review. Nr 1, Jan.
- Lech kocha Głupią Ludmiłę. Polacy i stereotypy słowiańskości a „Malowany ptak” Jerzego Kosińskiego (ss. 67-84). 2005. Er(r)go. Nr 2.
- Experiencing the Divine Conversation: Liturgical Languages of Eastern Christians in Contemporary Poland (ss. 263-294). 2005. The Polish Review. Nr 3.
- Polishness in the Borderlands (ss. 205-226). [w:] Wojciech J. Burszta, Tomasz Kamusella and Sebastian Wojciechowski, 2005. Nationalisms Across the Globe (Vol I: Europe). Poznań: School of Humanities and Journalism. ISBN 83-87653-51-9.
- The Historical and Linguistic Background of Lachian Regionalism and „Separatism” (ss. 471-496). [w:] Wojciech J. Burszta, Tomasz Kamusella and Sebastian Wojciechowski, 2005. Nationalisms Across the Globe (Vol I: Europe). Poznań: School of Humanities and Journalism. ISBN 83-87653-51-9.